# Władysław Strzemiński

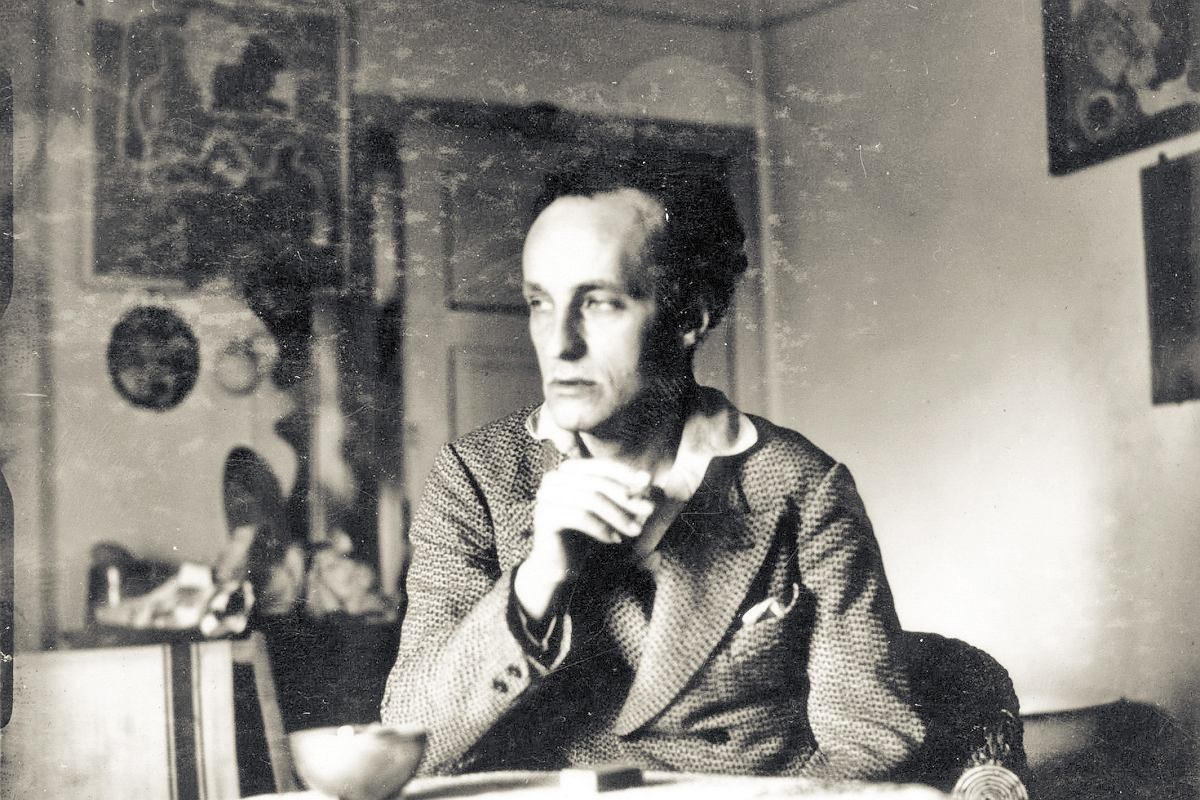
Władysław Strzemiński (1932)

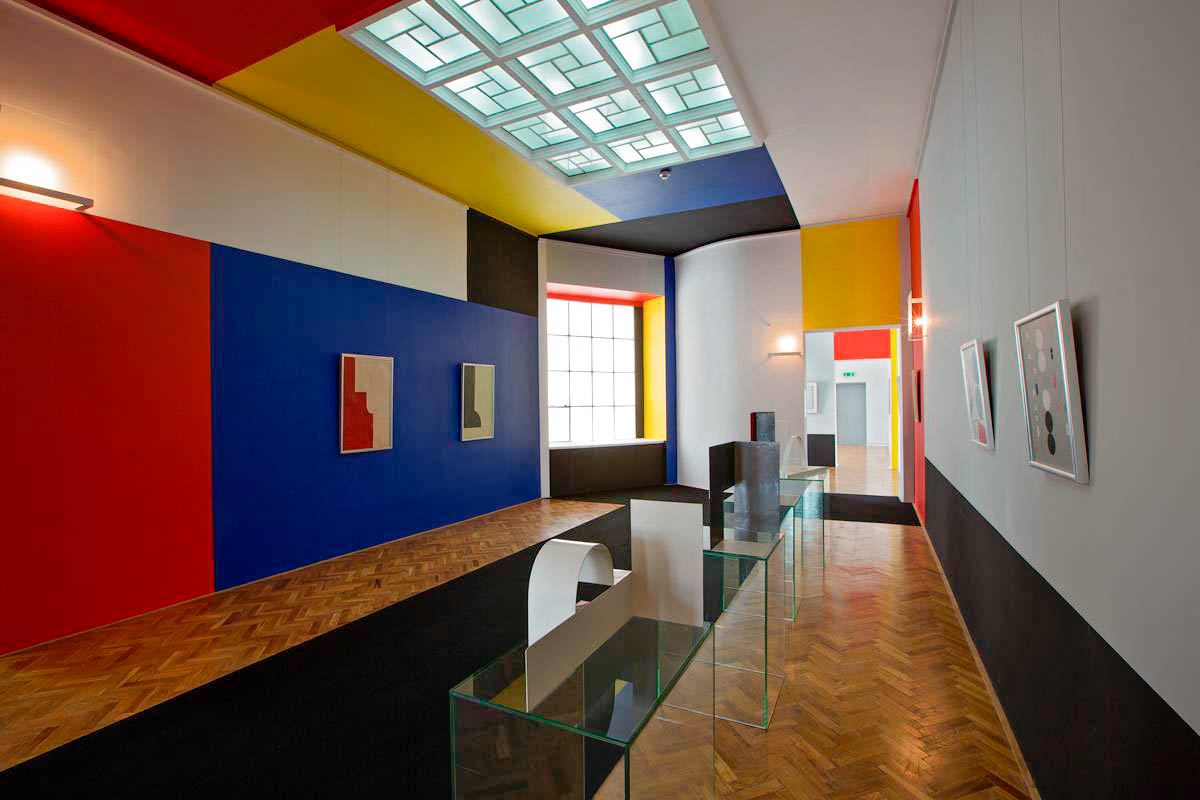
Salão Neoplástico reconstruído em 1960 por Bolesław Utkin, um dos alunos de Strzemiński.

Władysław Strzemiński (21 de novembro de 1893 - 26 de dezembro de 1952) foi um pintor de vanguarda polonês com renome internacional.

## Vida e Obra
Strzemiński nasceu em Minsk, em uma família etnicamente Polonesa. Em 1914, ele se formou na Escola Militar de Engenharia Civil. Durante a Primeira Guerra Mundial, serviu como segundo tenente na fortaleza de Osowiec. Em 1915, foi gravemente ferido no Ataque dos Homens Mortos. Em 1920, casou-se com Katarzyna Kobro.
Em 1922, mudou-se para Wilno (atual Vilnius ), e no ano seguinte foi apoiado porVytautas Kairiūkštis na criação da primeira exposição de arte de vanguarda no que hoje é o território da Lituânia (então sob domínio polonês).
Em novembro de 1923, mudou-se para Varsóvia, onde com Henryk Berlewi fundou o grupo construtivista Blok.
Durante a década de 1920, ele formulou sua teoria do Unismo ( Unizm em polonês ). Suas pinturas inspiraram as composições musicais do compositor polonês Zygmunt Krauze. Ele é autor de um livro revolucionário intitulado "A teoria da visão". Foi cocriador de uma coleção de arte de vanguarda única em Łódź, reunida graças ao entusiasmo dos membros do grupo "a.r.", como Katarzyna Kobro e Henryk Stażewski (os artistas) e Julian Przyboś e Jan Brzękowski (os poetas).
No pós-guerra Łódź foi instrutor na Escola Superior de Artes Plásticas e Design Salão Neoplástico no Muzeum Sztuki em Łódź, onde uma de suas alunas foi Halina Ołomucki, sobrevivente dos campos de concentração nazistas. Seu Salão Neoplástico foi instalado no Muzeum Sztuki em Łódź em 1948, mas acabou sendo removida em 1950 por não se encaixar na estética do realismo socialista imposta por Włodzimierz Sokorski, o então ministro da cultura do Partido dos Trabalhadores Unidos da Polônia.
Suas obras foram exibidas em inúmeros museus ao redor do mundo como Centre Pompidou, Museo Reina Sofia, Moderna Museet Malmö e Whitechapel Gallery.

## Em filmes
Ele é o tema de Afterimage (2016), o último filme de Andrzej Wajda.